# Mack Wilson
Lyndell Wilson, detto Mack (Montgomery, 14 febbraio 1998), è un giocatore di football americano statunitense che milita nel ruolo di linebacker per gli Arizona Cardinals della National Football League (NFL).

## Carriera

### Cleveland Browns
Wilson fu scelto nel corso del quinto giro (155º assoluto) del Draft NFL 2019 dai Cleveland Browns. Debuttò come professionista subentrando nel primo turno contro i Tennessee Titans senza fare registrare alcuna statistica. Nella settimana 9 contro i Denver Broncos guidò la squadra con 5 tackle e fece registrare il primo sack in carriera sul quarterback Brandon Allen nella sconfitta 24-19. La sua stagione da rookie si concluse con 82 tackle, un sack, un intercetto e un fumble forzato disputando tutte le 16 partite, 14 delle quali come titolare.

### New England Patriots
Il 16 marzo 2022 Wilson fu scambiato con i New England Patriots per Chase Winovich.

### Arizona Cardinals
Il 14 marzo 2024 Wilson firmò un contratto triennale con gli Arizona Cardinals. Nella settimana 13 mise a segno due sack su Sam Darnold nella sconfitta per 23-22 contro i Minnesota Vikings.